# Gonneville-sur-Honfleur
Gonneville-sur-Honfleur ist eine französische Gemeinde mit 855 Einwohnern (Stand 1. Januar 2022) im Département Calvados in der Region Normandie (vor 2016 Basse-Normandie). Gonneville-sur-Honfleur gehört zum Arrondissement Lisieux und zum Kanton Honfleur-Deauville. Die Einwohner werden Gonnevillais genannt.

## Geografie
Gonneville-sur-Honfleur liegt etwa zehn Kilometer südöstlich von Le Havre. Umgeben wird Gonneville-sur-Honfleur von den Nachbargemeinden Honfleur und La Rivière-Saint-Sauveur im Norden, Ablon im Nordosten und Osten, Genneville im Südosten, Fourneville im Süden, Saint-Gatien-des-Bois im Südwesten und Westen sowie Équemauville im Westen. 
Durch die Gemeinde führt die Autoroute A29. 

## Bevölkerungsentwicklung
| Jahr                       | 1962 | 1968 | 1975 | 1982 | 1990 | 1999 | 2006 | 2013 | 2019 |
| Einwohner                  | 513  | 524  | 493  | 552  | 718  | 723  | 760  | 846  | 882  |
| Quellen: Cassini und INSEE |      |      |      |      |      |      |      |      |      |

## Sehenswürdigkeiten

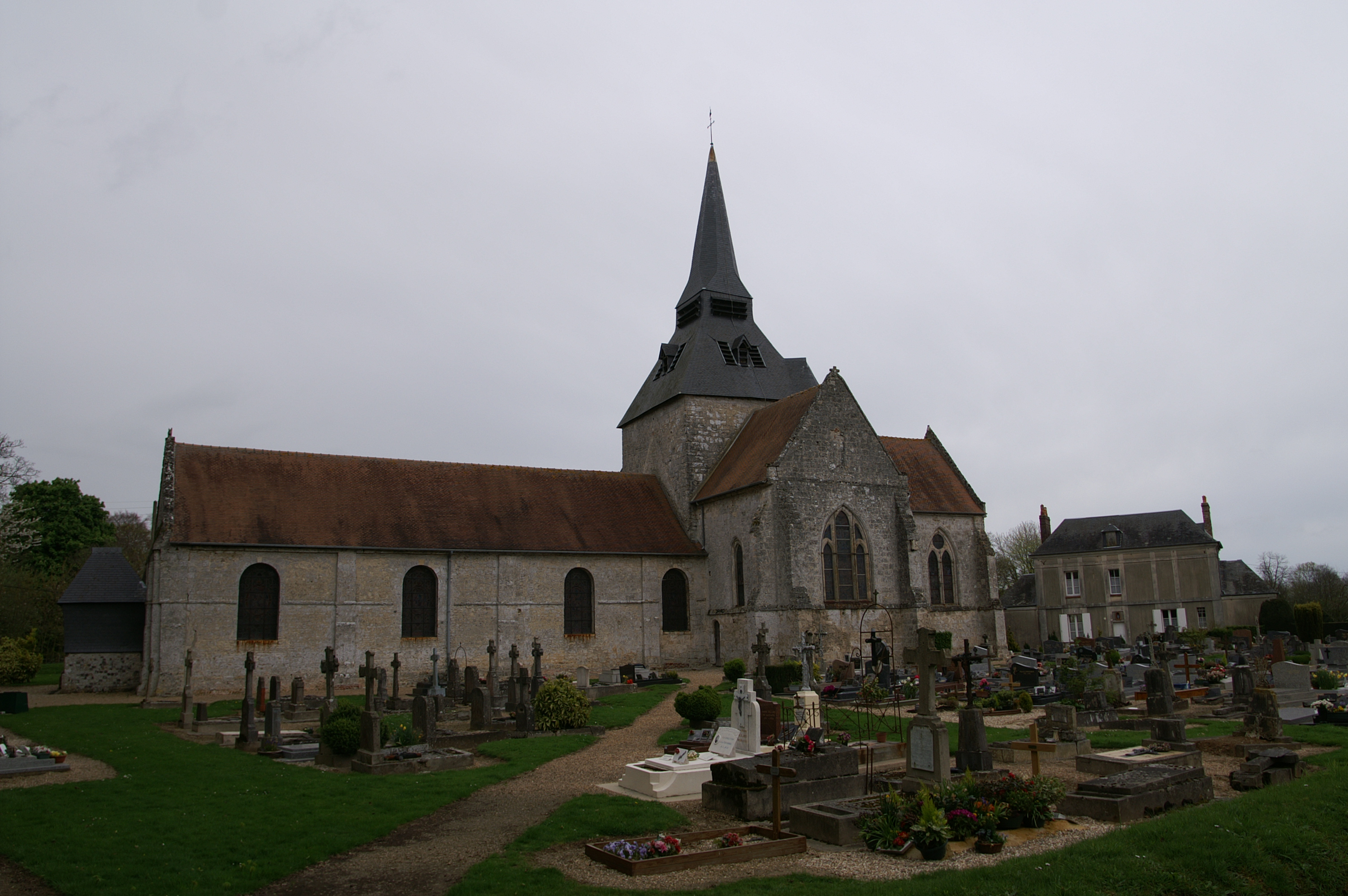
Kirche Saint-Martin

- Kirche Saint-Martin

## Persönlichkeiten
- Binot Paulmier de Gonneville (15./16. Jahrhundert), Seefahrer
- Pierre Fallaize (1887–1964), römisch-katholischer Koadjutorvikar von Mackenzie